# 6544 Stevendick
6544 Stevendick (tên chỉ định: 1986 SD) là một tiểu hành tinh vành đai chính. Nó được phát hiện bởi Zdeňka Vávrová ở Đài thiên văn Kleť gần České Budějovice, Cộng hòa Séc, ngày 29 tháng 9 năm 1986. Nó được đặt theo tên Steven J. Dick, một nhà thiên văn học Hoa Kỳ.